# 第一次的Wii
《第一次的Wii》是一款Wii遊戲軟體。內有9種遊戲和一个Wii Remote，為初次玩Wii的玩家所設計，令他們可以輕鬆上手，更快學習操縱Wii Remote。

## 遊戲

### 射擊
共有5小關：
1. 射氣球
2. 射飛盤
3. 射鏢靶
4. 射汽水罐
5. 射飛碟

### 尋找人物
找尋指示所要求的人物，如2個以上相同臉的人，頭轉不同方向的或玩家（人物）一樣的人，步伐與其他人不一的，走的最快的人，低頭的人等等。

### 乒乓球
可2人對打，先得11分者獲勝。A鍵發球，並不需要按任何按鍵打擊，只要接球即可。

### 姿勢
用Wii搖桿反轉，準確的把人物放進圈圈。有3種姿勢變換，玩到後面，難度越高。

### 桌上曲棍球
用Wii搖桿反轉或推動，使曲棍球落入對方門中，即得一分。與玩家玩時，不計時間，先得8分者獲勝，與電腦玩時，時間到，分數高者獲勝。

### 撞球
用搖桿瞄準白球並按下B鍵及把搖桿拉後，再用力一推並鬆開B鍵即可。此撞球為記分制，一號球1分，二號球2分...以此類推，犯規者扣3分（跳出台面扣4分）。到最後分數高者獲勝。

### 釣魚
把Wii遙控器當成釣竿。釣起所有魚都會有分（除了灰色的雜魚會扣50分），當釣到畫面上指定的魚，可以得到雙倍的分數。

### 騎牛
把Wii搖桿橫過來拿（「十字」鍵在左，「２」鍵在右），向前傾是加速，向後傾是減速，向上揮是跳躍，撞倒稻草人可以得到分數，一次撞倒5個可以得到額外的加分。
單人模式中有機會衝到終點，打破自己的紀錄。雙人模式中，則是比誰的分數高，以分數取勝。

### 坦克大戰
十字鍵移動坦克車，搖桿游標瞄方向，A鍵是放置地雷，B鍵是發射飛彈。
土黃色的戰車只發一發一般彈，而且它本身不會動。
灰色的戰車只發一發，但他會移動。
藍綠色的戰車會發一發快彈，他也會移動。
黃色的戰車發一般彈，但他一次可放四顆地雷。
紅色戰車一次可發三發彈，本身會動。
綠色戰車一次可發三發快彈，一彈反彈二次，但它不會動。
紫色戰車一次可發五發，也可放地雷，速度较快。
白色戰車一次可發五發，也可放地雷，並且可以隱形。
黑色戰車會對你一發一發連續發射快弹，可放地雷，屬於跑的最快的戰車。

## 續集
Wii遙控器Plus - 動感歡樂（Wii Play：Motion）於2011年4月12日由任天堂舉行的新聞發布會上首次公佈.後來在2011年E3大會上展示並於同年6月為Wii發布。該遊戲突出了Wii遙控器Plus - 動感歡樂外設，可以在遊戲中實現更精確的運動控制，並具有幾個迷你遊戲，旨在展示設備的增強運動功能。與其前身類似，Wii遙控器Plus - 動感歡樂與北美的黑色Wii遙控器Plus - 動感歡樂 Wii遙控器和歐洲的紅色Wii遙控器捆綁在一起。